# يانوسية رأس الرجاء
يانوسية رأس الرجاء (الاسم العلمي: Janolus capensis) هي نوع من الحيوانات تتبع جنس اليانوسية من فصيلة ظهريات الشرج.